# メンデレ・スフォリム

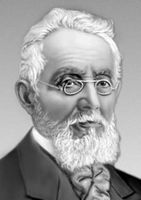
モイヘル＝スフォリム

メンデレ・モイヘル・スフォリム（Mendele Moykher Sforim（Menachem Mōkher Səphārîm）, 1836年1月2日（ユリウス暦1835年12月21日） ミンスク近郊カプィリ - 1917年12月8日（ユリウス暦11月25日））はベラルーシ出身のイディッシュ語作家で、ヘブライ語作家。本名シャローム・ヤアコブ・アブラモヴィチ。
モイヘル・スフォリム（モーヘル・スファリーム）というのは匿名。

## ヘブライ語活動
聖書ヘブライ語をベースにしながらも、ラビ・ヘブライ語の要素や、中世のヘブライ語文学に使われていた語彙を取り入れ、あらゆる時代の単語、表現法、文法を織り混ぜた文体を作り上げていった。これは「総体ヘブライ語」と呼ばれる。
同時期に始まったヘブライ語新聞のスタイルとして採用され、広い読者層から支持されるようになり（イディッシュ語は特にヘブライ語要素が強いため、馴染みやすかった）、新しいヘブライ語文学の始まりとして浸透していった。